# UCI Africa Tour
L'UCI Africa Tour è un insieme di corse di ciclismo su strada che si svolgono in Africa. È uno dei cinque circuiti continentali di ciclismo e si svolge generalmente da gennaio a ottobre. Dalle classifiche dei singoli eventi derivano tre classifiche generali, una individuale, una per squadre e una per nazioni (quest'ultima aperta alle sole Federazioni africane).

## Albo d'oro
Aggiornato all'edizione 2023.
| Anno | Classifica individuale   | Classifica a squadre                 | Classifica per nazioni | Classifica per nazioni U-23 |
| ---- | ------------------------ | ------------------------------------ | ---------------------- | --------------------------- |
| 2005 | Tiaan Kannemeyer         | Team Barloworld-Valsir               | Sudafrica              | non assegnato               |
| 2006 | Jeremie Ouedraogo        | Cycling Team Capec                   | Sudafrica              | non assegnato               |
| 2007 | Hassen Ben Nasser        | Team Barloworld                      | Sudafrica              | Sudafrica                   |
| 2008 | Nicholas White           | Team MTN                             | Sudafrica              | Sudafrica                   |
| 2009 | Dan Craven               | Barloworld                           | Sudafrica              | Sudafrica                   |
| 2010 | Abdelatif Saadoune       | MTN Energade                         | Marocco                | Eritrea                     |
| 2011 | Adil Jelloul             | Groupement Sportif Pétrolier Algérie | Marocco                | Sudafrica                   |
| 2012 | Tarik Chaoufi            | MTN-Qhubeka                          | Marocco                | Eritrea                     |
| 2013 | Adil Jelloul             | MTN-Qhubeka                          | Marocco                | Eritrea                     |
| 2014 | Mekseb Debesay           | MTN-Qhubeka                          | Marocco                | Eritrea                     |
| 2015 | Salaheddine Mraouni      | Skydive Dubai Pro Cycling Team       | Marocco                | Algeria                     |
| 2016 | Issak Tesfom Okubamariam | Al Nasr Pro Cycling Team-Dubai       | Eritrea                | Marocco                     |
| 2017 | Willie Smit              | Bike Aid                             | Eritrea                | Eritrea                     |
| 2018 | Joseph Areruya           | Sovac-Natura4Ever                    | Eritrea                | Ruanda                      |
| 2019 | Daryl Impey              | ProTouch                             | Sudafrica              | Eritrea                     |
| 2020 | Daryl Impey              | ProTouch                             | Sudafrica              | Eritrea                     |
| 2021 | Biniam Girmay            | ProTouch                             | Sudafrica              | Eritrea                     |
| 2022 | Biniam Girmay            | ProTouch                             | Eritrea                | Eritrea                     |
| 2023 | Henok Mulubrhan          | Sidi Ali-Unlock Team                 | Eritrea                | Eritrea                     |